# Jaime Lorente
Jaime Lorente López (12 grudnia 1991 w Murcji) – hiszpański aktor.

## Filmografia

### Filmy
| Rok  | Tytuł                                                                          | Rola   |
| ---- | ------------------------------------------------------------------------------ | ------ |
| 2016 | Historias románticas (un poco) cabronas                                        | David  |
| 2018 | Bedspread (film krótkometrażowy)                                               | Fran   |
| 2018 | Wszyscy wiedzą (Todos lo saben)                                                | Luis   |
| 2018 | La sombra de la ley                                                            | León   |
| 2019 | Kogo zabrałbyś na bezludną wyspę? (¿A quién te llevarías a una isla desierta?) | Marcos |
| 2022 | 42 sekundy                                                                     | Pedro  |

### Seriale TV
| Rok       | Tytuł                               | Rola                             |
| --------- | ----------------------------------- | -------------------------------- |
| 2016      | Sekret (El secreto de Puente Viejo) | Elías Mato                       |
| 2017-2020 | Dom z papieru (La casa de papel)    | Daniel „Denver” Ramos            |
| 2018      | Szkoła dla elity (Élite)            | Fernando „Nano” García Domínguez |
| 2020      | El Cid                              | Rodrigo Díaz de Vivar „El Cid”   |